# 청쉰자오
청쉰자오(중국어 간체자: 程训钊, 정체자: 程訓釗, 병음: Chéng Xùnzhāo, 한자음: 정훈조, 1991년 2월 9일~)는 중화인민공화국의 유도 선수이다. 2016년 하계 올림픽에서 남자 미들급 동메달을 획득했으며, 중국 남자 유도 선수로는 최초로 올림픽 메달을 획득했다.